# Теорема об инвариантности области
Теорема об инвариантности области утверждает, что образ непрерывного инъективного отображения Евклидова пространства в себя открыт.

## История
Теорема доказана Брауэром. Доказательство основано на теореме Брауэра о неподвижной точке.
Существует вариант доказательства, основанный на лемме Шпернера.

## Формулировка
Пусть {\displaystyle U} — открытое подмножество в {\displaystyle \mathbb {R} ^{n}}, и {\displaystyle f\colon U\to \mathbb {R} ^{n}} — инъективное непрерывное отображение.
Тогда образ  {\displaystyle B=f(U)} является открытым подмножеством в {\displaystyle \mathbb {R} ^{n}}.
Более того, {\displaystyle f} задаёт гомеоморфизм {\displaystyle U\to B}.

### Замечания
- Заключение теоремы можно сформулировать так:
  - {\displaystyle f} является открытым отображением.
- Как видно на картинке, утверждение теоремы неверно для отображений между евклидовыми пространствами разной размерности.
- Также теорема неверна в бесконечномерном случае. Например, отображение правого сдвига
{\displaystyle (x_{1},x_{2},x_{3},\dots )\mapsto (0,x_{1},x_{2},\dots )}

гильбертова пространства в себя является непрерывным и инъективным, но не является открытым.

## Следствия
- Из теоремы немедленно следует, что евклидовы пространства разной размерности не гомеоморфны.
- Эта теорема используется в доказательстве существования выпуклого многогранника с данной развёрткой.[3]

## Вариации и обобщения
- Теорема об инвариантности области допускает прямое обобщение на отображения между многообразиями равной размерности.
- Существуют также обобщения некоторых видов непрерывных отображений из Банахова пространства в себя.[4]

## Примечеания
1. ↑  Brouwer L.E.J. Beweis der Invarianz des n-dimensionalen Gebiets, Mathematische Annalen 71 (1912), pages 305–315; см. также 72 (1912), pages 55–56
2. ↑  Александров А. Д. Избранные труды. — Новосибирск: Наука, 2007. — Т. 2 (Выпуклые многогранники). — iv + 492 с. — 700 экз. — ISBN 978-5-02-023184-9. Архивировано 5 марта 2016 года.
3. ↑  А. Д. Александров. Элементарное доказательство теоремы Минковского и некоторых других теорем о выпуклых многогранниках // Изв. АН СССР. Сер. матем.. — 1937. — Т. 1, № 4. — С. 597—608.
4. ↑  Leray J. Topologie des espaces abstraits de M. Banach.